# FC 빈터투어
FC 빈터투어(독일어: FC Winterthur)는 빈터투어를 연고로 하는 스위스의 축구 클럽이다. 현재는 스위스 슈퍼리그에 참가하고 있다.

## 성적
- 스위스 슈퍼리그 3회 우승 (1906, 1908, 1917)

## 선수 명단

### 현역
참고: FIFA 자격 규정에 따라 소속된 국가대표팀 국기를 표시합니다. 선수는 복수의 FIFA 비회원국 국적을 가지고 있을 수 있습니다.
| 번호 | 포지션 | 국적   | 이름               |
| ---- | ------ | ------ | ------------------ |
| 10   | MF     |        | 마테오 디 기우스토 |
| 23   | DF     | 코소보 | 그라니트 레카이    |
| 29   | FW     |        | 부바카르 포파나    |
| 30   | GK     |        | 마르쿠스 쿠스터    |

| 번호 | 포지션 | 국적 | 이름 |
| ---- | ------ | ---- | ---- |